# Hubert Vogl
Hubert Vogl (* 6. Oktober 1933 in Straubing; † 21. Februar 2012 in Nürnberg) war ein deutscher Grafiker und Maler.

## Leben und Werk
Vogl stammt aus dem niederbayerischen Straubing. Seine Mutter führte ein Süsswarengeschäft, der Vater war Klempner. Hubert Vogl wuchs in katholischer Umgebung während des Zweiten Weltkriegs und Wiederaufbaus auf und studierte an der Akademie der Künste in München bei Charles Crodel. Er beendete das Studium als Meisterschüler und begab sich in den Schuldienst als Kunsterzieher. Vogl heiratete 1966 und hatte vier Kinder.
Überregional bekannt wurde er durch die Gründung der Schwabacher Drucke, einer Werkstatt zur Herstellung von graphischen Büchern mit Handpressen in kleinen Auflagen bis 500 Stück.